# Isai Cârmu

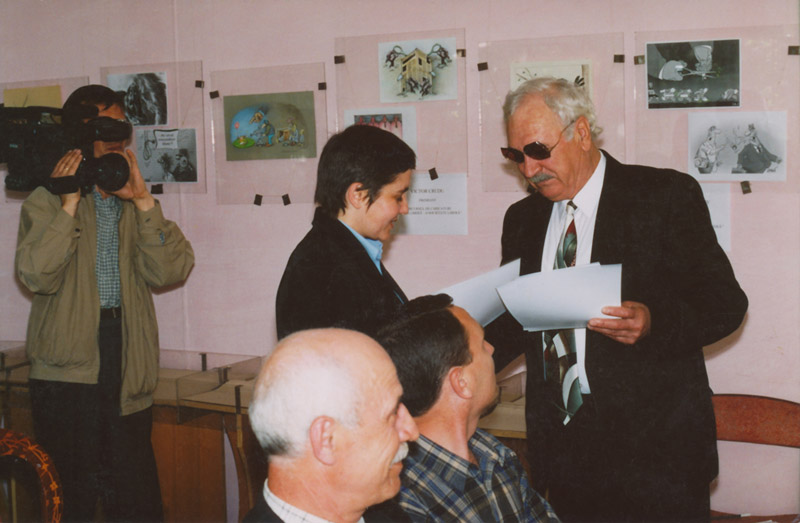

Isai Cârmu (n. 15 mai 1940, Pîrjota, Rîșcani — d. 5 mai 2015, Chișinău, Republica Moldova) a fost un pictor, grafician și portretist din Republica Moldova, membru al Uniunii Artiștilor Plastici din Republica Moldova.
A mai fost redactor artistic la ziarul „Tinerimea Moldovei”, la editurile „Literatura Artistică” și „Cartea Moldovenească”.
Este absolvent al Școlii Republicane de Arte Plastice din Chișinău (1957-1965) și al Institutului de Poligrafie din Moscova (1965-1970).

## Lucrări
- Isai Cârmu "Nuvele și povestiri" de Emil Garleanu, 1997,
- Isai Cârmu, Mama, după creația lui G. Vieru, 1990, Pastel. 56,5 x 42,0 cm,
- Isai Cârmu, Fat-Frumos si soarele 1997,
- Isai Cârmu, "Troita" (Crucifix), de Cib Mihailescu, 1998,
- Isai Cârmu, La scoala iepurasilor,  de Grigore Vieru  In colectia: “Poezii de seama voastra”, Editura Prut Internațional, 2005

## Distincții și decorații
- „Ordinul de Onoare”, decorat de Mihai Ghimpu în 2010[2]
- Maestru Emerit în Artă (1996)[1]
- Ordinul Gloria Muncii[1]
- Laureat al diplomei „Ivan Fiodorov”[1]
- Laureat al Premiului „M. Gamburd”[1]
- Laureat al Premiului Național[1]
- Medalia „Mihai Eminescu”[1]